# Línea 723 (Tigre)
La Línea 723 de colectivos es una línea de autobuses perteneciente al Grupo MOTSA (Micro Omnibus Tigre S.A), que opera dentro del Partido de Tigre.
La línea 723 tiene su cabecera compartida con la línea 720 en Av. Hipólito Yrigoyen 2545, El Talar, donde quedan guardados las unidades de la empresa, que actualmente cuenta con un total de 35 unidades puestas en servicio.

## Recorridos

### Bº Aviación -Estación Don Torcuato- Los Dados (Ramal 1)
Ida: Predio de EPELSA por Av. Libertador Gral. San Martín - Av. Gral. Belgrano - Lucio Meléndez - Lisandro de la Torre - Entre Ríos - Gallardo - Arata - Camacua - Buschiazzo - Av. T. de Alvear (Ruta 202) - Av. del Golf - Av. del Trabajo - Estación Don Torcuato - Almirante Brown - Av. T. de Alvear (Ruta 202) - Buschiazzo - Asunción - Arata - Av. del Trabajo - Estación Vicealmirante Montes - Italia - Hicken - Padre Berruete - Rubén Darío - Riobamba - Av. T. de Alvear (Ruta 202) - Colectora Este Panamericana - Triunvirato - José Rodó - Fray Justo Sta. María de Oro - Juan B. Alberdi - Tuyutí - Av. del Trabajo hasta la Estación Vicealmirante Montes
Vuelta: Estación Vicealmirante Montes por Av. del Trabajo - Triunvirato - Chile - Juan de Garay - Av. T. de Alvear (Ruta 202) - Colectora Este Panamericana - Triunvirato - Ozanam - Blandengues - Av. T. de Alvear (Ruta 202) - Juan de Garay - Ozanam - Menéndez y Pelayo - Constituyentes - Riobamba - Hicken - Italia - Estación Vicealmirante Montes - Av. del Trabajo - Arata - Asunción - Buschiazzo - Av. T. de Alvear (Ruta 202) - Av. del Golf - Av. del Trabajo - Estación Don Torcuato - Almirante Brown - Av. T. de Alvear (Ruta 202) - Buschiazzo - Camacua - Arata - Gallardo - Entre Ríos - Lisandro de la Torre - Lucio Meléndez - Av. Gral. Belgrano - Av. Libertador Gral. San Martín hasta el Predio de EPELSA

### Estación Don Torcuato– Bº Bancalari – Hospital de Pacheco (Ramal 2)
Ida: Estación Don Torcuato por Almirante Brown - Av. T. de Alvear (Ruta 202) - Elcano - Camacua - B. Gracián - Gral. Alvear - Elcano - Emilio Lamarca - Saavedra - Posadas - Triunvirato - Ozanam - Blandengues - Av. T. de Alvear (Ruta 202) - Boulogne Sur Mer - Av. Hipólito Yrigoyen (Ruta 197) - Av. de los Constituyentes hasta Av. de los Constituyentes y San Juan
Regreso:  Av. de los Constituyentes y San Juan por Av. de los Constituyentes - Av. Hipólito Yrigoyen (Ruta 197) - Boulogne Sur Mer - Av. T. de Alvear (Ruta 202) - Colectora Este Panamericana - Triunvirato - Posadas - Saavedra - Emilio Lamarca - Boulogne Sur Mer - Gral. Belgrano - Blandengues - Emilio Lamarca - Elcano - Gral. Alvear - B. Gracián - Camacua - Elcano - Av. T. de Alvear (Ruta 202) - Av. del Golf - Av. del Trabajo hasta la Estación Don Torcuato

### Estación Don Torcuato– Los Dados – Pacheco – Villanueva (Ramal 3)
Estación Don Torcuato por Almirante Brown - Av. T. de Alvear (Ruta 202) -  Buschiazzo - Camacua - Arata - Gallardo - Entre Ríos - Lisandro de la Torre - Lucio Meléndez - Av. Gral. Belgrano - Puente Panamericana y General Belgrano - Colectora Este Panamericana - Ingreso a Terminal de Corta y Media Distancia de Panamericana y 197, Plataforma  3 - Colombia - Av. Hipólito Yrigoyen (Ruta 197) - Av. Gral. Juan Domingo Perón (Ruta 197) - Alfredo Palacios - Olazabal-Berisso - Lisandro de la Torre - Av. Nordelta - Corredor Vial Bancalari-Benavidez - Dean Funes - Gral. Roca - Fernando Fader - Av. Benavidez (Ruta 27) - Dean Funes - Boulevard de Todos los Santos - Aristóbulo del Valle - Av. Benavídez (Ruta 27) - Av. Italia - Boulevard de Todos los Santos - Dean Funes - José León Suárez - Fernando Fader - Rivadavia - Dean Funes - Corredor Vial Bancalari-Benavidez - Av. Nordelta - Independencia - Alfredo Palacios - Av. Gral. Juando Domingo Perón (Ruta 197) - Av. Hipólito Yrigoyen (Ruta 197) - Colectora Este Panamericana - Av. Gral. Belgrano - Lucio Meléndez - Lisandro de la Torre - Entre Ríos - Gallardo - Arata - Camacua - Buschiazzo - Av. T. de Alvear (Ruta 202) - Av. del Golf - Av. del Trabajo hasta la Estación Don Torcuato